# Dorsa Whiston
Der Dorsa Whiston ist ein Dorsum auf dem Erdmond. Er wurde 1976 nach dem britischen Mathematiker und Astronomen William Whiston benannt. 29° 24' N / 56° 24' W sind seine mittleren Koordinaten. Er ist ungefähr 85 km lang.